# Mowich River
Der Mowich River ist ein Fluss im Pierce County im US-Bundesstaat Washington. Sein Einzugsgebiet entwässert einen Teil der Westseite des Mount Rainier, einen Teil der Kaskadenkette. Der Fluss hat zwei Haupt-Quellflüsse, den South Mowich River und den North Mowich River. Der South Mowich ist bedeutend größer und wird gelegentlich für den Hauptstrom gehalten. Der Mowich und seine Zuflüsse leiten das Wasser von mehreren Gletschern am Mount Rainier ab. Der obere Teil seines Einzugsgebietes liegt innerhalb des Mount Rainier National Park. In den westlichen Ausläufern des Mount Rainier mündet der Fluss in den Puyallup River.
Der Name „Mowich“ entspricht dem Chinook-Wawa-Wort für „Hirsch“. Ursprünglich wurde er für den Mowich Lake benutzt und später auf den Fluss und den Gletscher ausgedehnt.

## Quellflüsse
Die Schmelzwasser von Edmunds-Gletscher, South-Mowich-Gletscher und North-Mowich-Gletscher des Mount Rainier speisen die nördlichen und südlichen Zweig des Mowich River. Andere Flüsse entspringen an Gletschern unmittelbar südlich und nördlich derer des Mowich River. Im Süden speist der Puyallup-Gletscher den Puyallup River, während im Norden der Carbon-Gletscher den Carbon River erzeugt.

## South Mowich River
Die Zuflüsse zum Oberlauf des South Mowich River fließen von einem Jeanette Heights genannten Hochland ab. Der Fluss, aus Schmelzwassern des South-Mowich- und des Edmunds-Gletscher entstanden, fließt einige Meilen nordwestwärts. Mehrere (unbenannte) gletschergespeiste Bäche werden vom South Mowich River auf seinem Weg zum Zusammenfluss mit dem North Mowich aufgenommen. Der Zusammenfluss liegt innerhalb des Mount Rainier National Park an dessen Westgrenze.
Ein weiteres Hochland, der plateauartige Sunset Park, liegt genau südwestlich des South Mowich River. Der Wonderland Trail passiert Sunset Park, steigt zum Tal des South Mowich River herab und quert ihn gerade oberhalb des Zusammenflusses des nördlichen und südlichen Zweiges. Der Wonderland Trail quert danach den North Mowich River und klettert zum Mowich Lake sowie zu einem weiteren Spray Park genannten Hochland aufwärts.

## North Mowich River
Die Zuflüsse zum Oberlauf des North Mowich River entwässern den North Mowich Glacier nahe einem Division Rook genannten Gebiet am Mount Rainier. Kurz unterhalb des Gletscher-Fußes stürzt der Fluss über eine große Wand und bildet die Moraine Falls, den ersten von zwei Wasserfällen des Flusses; beide sind sehr schwer über mehrtägige Fußmärsche zu erreichen. Die Giant Falls, genauso schwer zugänglich, befinden sich unterhalb der Moraine Falls. Die Ptarmigan Ridge trennt die Quellflüsse des North Mowich River von Spray Park, von dem ein Großteil durch andere Zuflüsse des North Mowich River entwässert wird. Der Spray Creek entspringt in Spray Park, donnert über die Spray Falls und vereint weitere Bäche zu einem Grant Creek genannten Nebenfluss. Der Spray Creek fließt dann von Spray Park herab und an einem steilen Hang (Eagle Cliff) entlang, wonach er in den Fluss mündet.
Kurz unterhalb des Zuflusses des Spray Creek nimmt der North Mowich River den Crater Creek auf, welcher vom Mowich Lake ein paar Meilen nach Norden fließt. Mehrere Zuflüsse, von denen viele Spray Park entwässern, fließen in den Crater Creek. Der North und der South Mowich River fließen gerade unterhalb zusammen.

## Eigentlicher Mowich River
Nachdem North Mowich und South Mowich den eigentlichen Mowich River gebildet haben, fließt dieser westwärts. Er passiert Paul Peak im Norden und verlässt dann den Mount Rainier National Park. Gerade außerhalb der Parkgrenzen fließt ihm der Meadow Creek zu. Danach fließt der Mowich River nördlich des Martin Peak nach Norden, bevor sein Kurs auf Südwest dreht und er durch ein weites, gletschergeformtes Tal fließt. Der Rushingwater Creek erreicht den Mowich River, gerade bevor er selbst in den Puyallup River mündet.

## Zuflüsse

### South Mowich River
- keine Hauptzuflüsse

### North Mowich River
- Spray Creek
- Crater Creek vom Mowich Lake

### Eigentlicher Mowich River
- Meadow Creek
- Rushingwater Creek

## Geologie
Durch glaziales Schmelzwasser geformt, enthält der Mowich River eine erhebliche Sediment-Fracht aus Schlamm und Kies. Nach dem Abstieg von den oberen Hängen des Mount Rainier fließt der Mowich River durch ein weites gletschergeformtes Tal, wo starke Sedimentablagerungen im Flussbett Sand- und Kiesbänke bilden, so dass der Fluss in komplexer Weise verflochten ist und mäandriert.
Wie bei anderen Flüssen, die hoch am Mount Rainier entspringen, ist das Mowich River Valley wie auch das Puyallup River Valley stark von Laharen bedroht.